# Мечки (обичай)
Мечки (на гръцки: Αρκούδες-Μέτσκες) е обичай, част от карнавала в македонския град Воден (Едеса), Гърция.
Гръцкото име на обичая е двойно. Първото е гръцкият превод Αρκούδες, тоест Мечки, а второто е оригиналното име с гръцко окончание за множествено число.
Обичаят символизира събуждането на природата - свършването на зимата и идването на пролетта с периода на плодородие. Природата не иска да се събуди (мечката), но хората (овчарите) искат да дойде пролетта, животните (овце, кози, кучета) да излязат навън и да се пръснат, нивите да дават плод, ястребите да полетят по синьото небе и слънцето да изгрее. Празникът е придружен от традиционна музика, докато танцьорите пият ракия за добро време и идващата пролет. Младите мъже са в ролята на мечките или на събуждащата се дива природа - овце, кози и кучета, докато момичетата са облечени като ястреби. Според традицията начело на процеса на събуждане на природата е звукът на клапутарката на най-големия чан от най-силното животно от стадото. Ярето е животното, което води стадото за това и звукът на чана трябва да е силен.